# (11299) Annafreud
(11299) Annafreud est un astéroïde de la ceinture principale.

## Description
(11299) Annafreud est un astéroïde de la ceinture principale. Il fut découvert le 22 septembre 1992 à La Silla par Eric Walter Elst. Il présente une orbite caractérisée par un demi-grand axe de 2,74 UA, une excentricité de 0,05 et une inclinaison de 4,4° par rapport à l'écliptique.

## Compléments